# Joseph Darnand
Pour les articles homonymes, voir Darnand.
Joseph Darnand, né le 19 mars 1897 à Coligny (Ain) et mort fusillé le 10 octobre 1945 au fort de Châtillon, à Fontenay-aux-Roses (Seine, puis Hauts-de-Seine), est un militaire et homme politique français d'extrême droite. Il est, sous l'Occupation, une figure majeure de la collaboration française.
Ancien combattant de la Première Guerre mondiale et de la campagne de France de 1940, militant d'extrême droite dans l'entre-deux-guerres, il choisit la voie de la collaboration totale avec l'occupant nazi en s'engageant dans les Waffen-SS le 8 août 1943.
Il reste pour l'histoire le secrétaire général et véritable chef opérationnel de la Milice française, organisation paramilitaire de type fasciste, supplétive de la Gestapo, chargée de la traque des résistants, des Juifs, des francs-maçons et des réfractaires au STO, créée par Pierre Laval, en accord avec Pétain, par la loi du 30 janvier 1943. Après avoir été nommé, à la demande des autorités allemandes, secrétaire général au maintien de l’ordre dans le gouvernement de Vichy le 1er janvier 1944, il devient secrétaire d’État à l’Intérieur le 14 juin 1944.
Les exactions et les crimes commis par les miliciens sous ses ordres, principalement au sud de la ligne de démarcation, valent à Darnand d'être considéré comme l'une des personnalités les plus jusqu'au-boutistes de la collaboration. Il est jugé, condamné à la peine de mort et fusillé après la Libération.

## Origines familiales et formation
Joseph Darnand est né dans une famille nombreuse et modeste, d'origine paysanne, de tradition catholique, et dont le père est cheminot à la gare de Bourg-en-Bresse,. On le décrit comme un « garçon plutôt petit que grand, trapu, solide avec un visage carré, massif… ». Il est élève de l'école Saint-Louis à Bourg-en-Bresse jusqu'à l'âge de 11 ans puis d'octobre 1911 à mars 1913 au collège Lamartine de Belley. Contraint d'abandonner l'école, il rentre à Coligny pour commencer un apprentissage de trois ans en ébénisterie,.

## Première Guerre mondiale

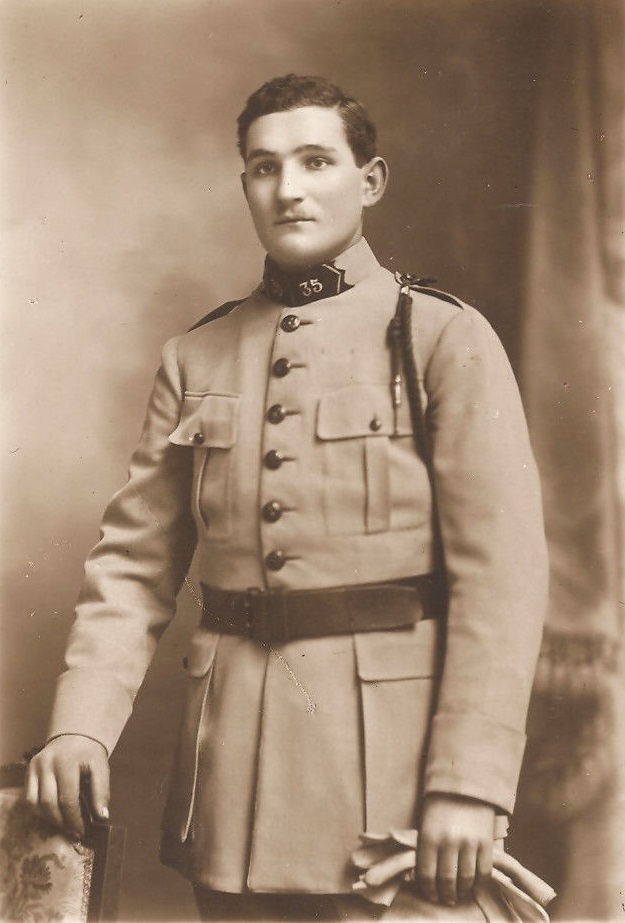
Joseph Darnand, jeune soldat du d'infanterie de Belfort (1916).

Lorsque la Première Guerre mondiale éclate, il a 17 ans et cherche en vain à s'engager,. Il est finalement incorporé au 35e régiment d'infanterie, le 8 janvier 1916. Il est nommé caporal en avril 1917, sergent le 1er juin 1917 et affecté au 366e régiment d'infanterie où il se fait remarquer : « Sergent Darnand. Peloton des grenadiers d'élite. Se distingue journellement dans la bonne exécution des patrouilles et des embuscades en avant du front ; a fait preuve de beaucoup d'entrain au cours d'un coup de main contre les premières lignes ennemies. » Il est promu adjudant en 1918. Plusieurs fois blessé, il reçoit six citations, dont deux à l'ordre de l'armée pour son courage comme « nettoyeur de tranchées ».
Le 14 juillet 1918, son corps franc fait vingt-sept prisonniers au sein d'un état-major de régiment allemand et s'empare de documents essentiels qui permettent de connaître le plan de l'offensive ennemie du 15 juillet 1918, : celle-ci avorte à la suite des manœuvres du général Gouraud, qui commande la 4e armée,.

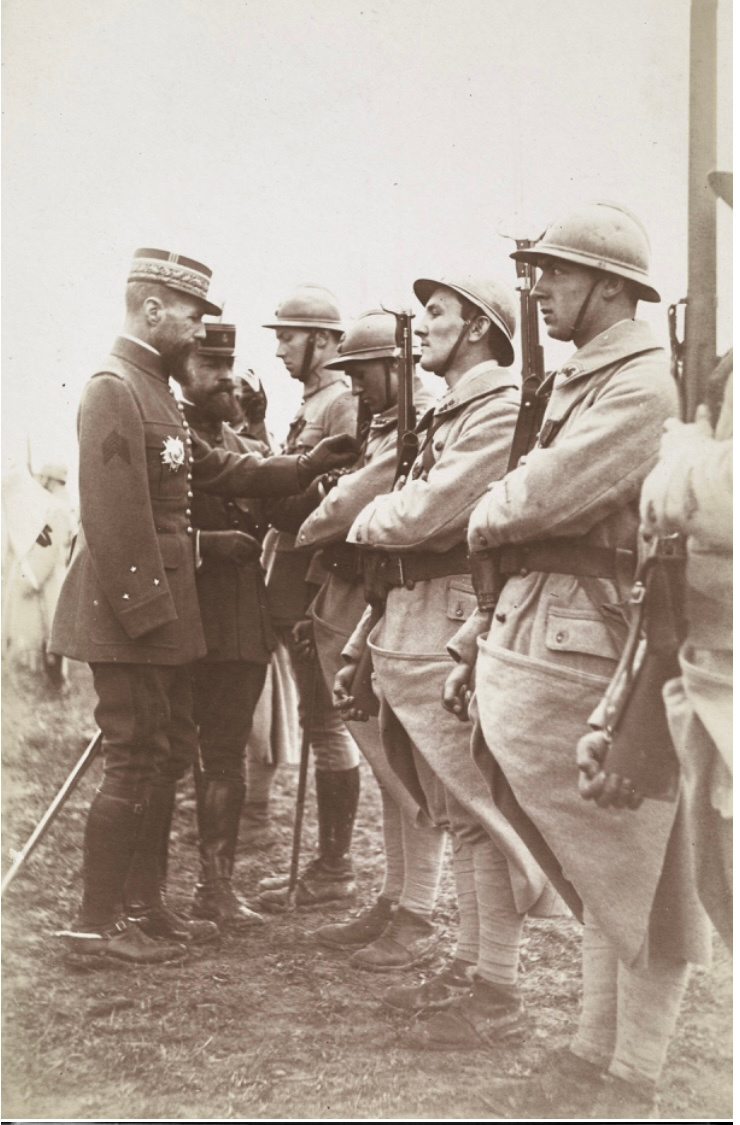
Le général Gouraud, à gauche, décorant Darnand, sur le champ de bataille.

Darnand reçoit la médaille militaire le 25 juillet 1918 des mains de Pétain,, à qui il voue par la suite un attachement sans bornes. D'après d'autres auteurs, cette remise a lieu le 20 juillet par le général Gouraud. Pour ce même fait d'armes, le général Gouraud remet également à l’adjudant Darnand la croix de la Légion d’honneur le 7 avril 1927, au cours d'une prise d'armes dans la cour des Invalides. La croix est accompagnée de cette citation : « Sous-officier d'élite, d'une bravoure hors de pair. […] Le sous-officier Darnand a été, en tout point, un serviteur modèle et un de nos artisans de notre victoire finale. C'est un beau brave ».
Dans une lettre adressée à Maxime Real del Sarte, Raymond Poincaré, l'ancien Président de la République devenu Président du Conseil, s'excuse de son absence au banquet qui a lieu après la cérémonie et salue en lui « un artisan de la victoire »,.
En septembre 1919, il s'engage pour deux ans dans l'armée. Après un passage dans les troupes d'occupation en Allemagne, il participe à la campagne contre les forces de Kemal Atatürk en Cilicie. Il part en permission libérable en juillet 1921, quittant l'armée avec le grade d'adjudant,.

## Entre-deux-guerres
Après une vie quelque peu instable, il entre comme vendeur décorateur à la fabrique de meubles Chaleyssin à Lyon. Il devient ensuite directeur de la succursale niçoise de cette société puis directeur en 1929 de la société des bus du littoral à Nice. Il fonde aussi une société de transports,,. Il milite d'abord dans le cadre de l’Action française (AF), à partir de 1925, à Lyon puis à Nice, comme commissaire d'AF puis chef des commissaires d'AF de cette ville. Lorsque la section de Nice leur fait savoir en février 1927 qu'il a reçu la Légion d'honneur, les chefs de la ligue royaliste décident d'utiliser cette décoration pour leur propagande. Alors que l'Action française a été condamnée par le pape en 1926, ils soulignent son appartenance à la ligue, lui offrent plusieurs fois la « une » de l'Action française, le présentent comme « l'artisan de la victoire », lui font publier un récit de son exploit, font venir des militants de la ligue pour l'acclamer lors de la prise d'armes du 7 avril 1927, organisent un banquet à Paris en son honneur, auquel prennent part des dirigeants d'associations d'anciens combattants et les chefs de la ligue, dont Charles Maurras, Maxime Real del Sarte et Maurice Pujo. Darnand y déclare : « En tant que ligueur d'AF, s'il m'est permis d'exprimer dans une pareille journée un regret, c'est d'avoir été décoré au nom du président de la République ! Formulons le vœu qui est au fond de nos cœurs. Puisse bientôt le roi Jean, revenu au trône de ses pères, rendu à la France qu'ils ont faite, décorer ceux qui la maintiennent ».
En 1928, Darnand est président de la fédération des commissaires d'Action française des Alpes-Maritimes.
En juin 1929, les dirigeants de la ligue lui offrent la présidence d'une réunion publique à Paris d'anciens combattants, organisée par les royalistes, contre la ratification des dettes interalliées, auquel prend part le président de l'Union nationale des combattants, Henri Rossignol, et le secrétaire général de l'Association des mutilés de guerre, Edmond Bloch, aux côtés de dirigeants de la ligue, dont son président. Deux jours plus tard, il prend part au défilé organisé sur l'avenue des Champs-Élysées par l'Action française et des associations d'anciens combattants pour protester contre la ratification et contre le Gouvernement ; il porte le drapeau des anciens combattants d'AF et défile à leur tête. En janvier 1930, les chefs de la ligue royaliste lui offrent la présidence de leur association d'anciens combattants, l'Association Marius Plateau, constituée légalement le 22 janvier de cette année. Il quitte cette fonction au cours de l'année 1931. Il semble quitter l'Action française avant 1935, déçu par son manque d'activisme.
Il adhère ensuite aux Croix-de-Feu et à partir de 1936 au Parti populaire français (PPF),, mais il est une nouvelle fois déçu par le manque d'action directe, notamment contre les communistes qu'il déteste. Il conspire contre la République en liaison avec le complot de la Cagoule, dont il est le responsable à Nice. Arrêté le 13 juillet 1938, il prend comme avocat Xavier Vallat. Il est libéré le 17 décembre 1938 et bénéficie d'un non-lieu.

## Seconde Guerre mondiale
« Au moment de la déclaration de guerre, en septembre 1939, […] il s’engage aussitôt comme combattant volontaire. Il constitue un corps franc et s’illustre encore aux combats ». Il est affecté, comme lieutenant, dans un corps franc de 150 hommes du 24e bataillon de chasseurs de la 29e division, chargé d’actions de commando et de renseignement derrière les lignes ennemies. À la suite d'une mission de renseignement, les 7 et 8 février 1940, à Forbach, il est nommé « premier soldat de France » et fait officier de la Légion d’honneur, par le général Georges, pour être retourné chercher aux mains de l'ennemi le corps de son chef et ami, le capitaine Agnely. La couverture de Match, du 21 mars 1940 lui est même consacrée,. Après de nombreux combats lors de la bataille de France, de la Somme à la Loire, il est fait prisonnier le 19 juin 1940, il parvient à s’évader du camp de Pithiviers en août 1940 et à rejoindre Nice,.

### Pétain et le SOL
Après l'arrivée au pouvoir de Pétain, en juin 1940, Joseph Darnand se rallie à lui , en raison du prestige de Pétain puis adopte les principes de la Révolution nationale. À l’automne 1940, il prend la tête de la nouvelle Légion française des combattants (LFC) dans les Alpes-Maritimes,, laquelle comptera jusqu'à 70 000 adhérents dans ce département. Après l’ouverture de la LFC aux jeunes partisans du régime qui n’ont jamais combattu, il fonde en août 1941, dans son département, un Service d'ordre légionnaire (SOL),, où s’introduisent certains éléments du milieu niçois. Ce SOL, étendu ultérieurement à toute la zone non occupée (le 12 décembre 1941) et à l’Afrique du Nord, prône la Collaboration active avec l’occupant allemand. Plusieurs chefs et militants des SOL se livrent à des actions brutales contre les adversaires réels ou supposés du régime et déclenchent une vague de délation qui n’épargne pas les autorités civiles de l’État français.
Lorsque le commandement national du SOL est attribué à Darnand, en février 1942, il s’installe à Vichy et il affiche des positions ouvertement collaborationnistes et racistes, tout en restant toujours très proche de Pétain,,,. Darnand devient en août 1942 délégué permanent de la Légion auprès du gouvernement.
En juin 1942, au retour d'un voyage en Pologne à l'invitation des Allemands, il adhère à la Légion des volontaires français contre le bolchevisme (LVF) ,.
Selon le résistant Claude Bourdet, des résistants des Alpes-Maritimes tentèrent en 1940 de convaincre Darnand d'entrer dans la dissidence et de fonder les groupes-francs de la Résistance. Un instant hésitant, Darnand refusa au nom de son allégeance absolue à Pétain. En 1943, dans un moment de négociations difficiles avec Laval et les Allemands, Darnand, un temps découragé, fit quelques sondages en direction de la France libre,, puis abandonna définitivement toute idée de changer de camp ; selon Jean Lacouture (qui, dans sa biographie de De Gaulle, cite Louis Vallon), à la suite du signalement fait par le BCRA de la demande de Darnand, le général de Gaulle s'y était opposé violemment en ces termes : « Eh quoi ? Si Darquier de Pellepoix se faisait circoncire, il faudrait que je l'accepte, lui aussi ! ».
Il convient par ailleurs de préciser que, selon l historien Jean-Marc Berlière, Darnand est responsable du Centre d'informations et d'études (CIE) de Marseille, en 1940. Considéré comme la première police parallèle du régime de Vichy, le CIE a pour particularité d enquêter à la fois sur la Résistance et les Allemands. Créé par Georges Groussard, le CIE sera dissous par les Allemands, en 1940, après avoir été à l’origine de l’arrestation de Pierre Laval. À la suite de sa dissolution, certains de ses membres, comme son directeur Georges Groussard, entreront de manière définitive dans la Résistance.
En septembre 1942, Darnand est à Espalion et assiste aux obsèques de Louis Canaguier, légionnaire aveyronnais.
Lors du débarquement allié du 8 novembre 1942 en Afrique du Nord, Darnand donne l'ordre aux SOL de résister. La Phalange africaine est créée en Tunisie le 23 novembre 1942 sur suggestion des Allemands et Darnand prononce un discours appelant les jeunes Français à s'enrôler pour combattre à leur côté par « patriotisme » pour ne pas « livre[r] les territoires à l'étranger ». Bon nombre des officiers de la Phalange africaine proviennent du SOL.
Dans un message aux Français du 5 janvier 1943, Pétain déclare que les SOL lui « ont donné le témoignage de leur dévouement et de leur dynamisme » et que ceux d'Afrique du Nord, « en versant leur sang pour la Patrie, [lui ont] prouvé que leur fidélité les rendait capables d'aller jusqu'au sacrifice suprême ». En réalité, lors des opérations de novembre 1942, seules quelques dizaines des hommes de Darnand, sur des milliers, se sont battus contre les Alliés à Oran et au Maroc, tandis qu’à Alger les SOL se sont tous laissé capturer sans résistance.

### Naissance de la Milice

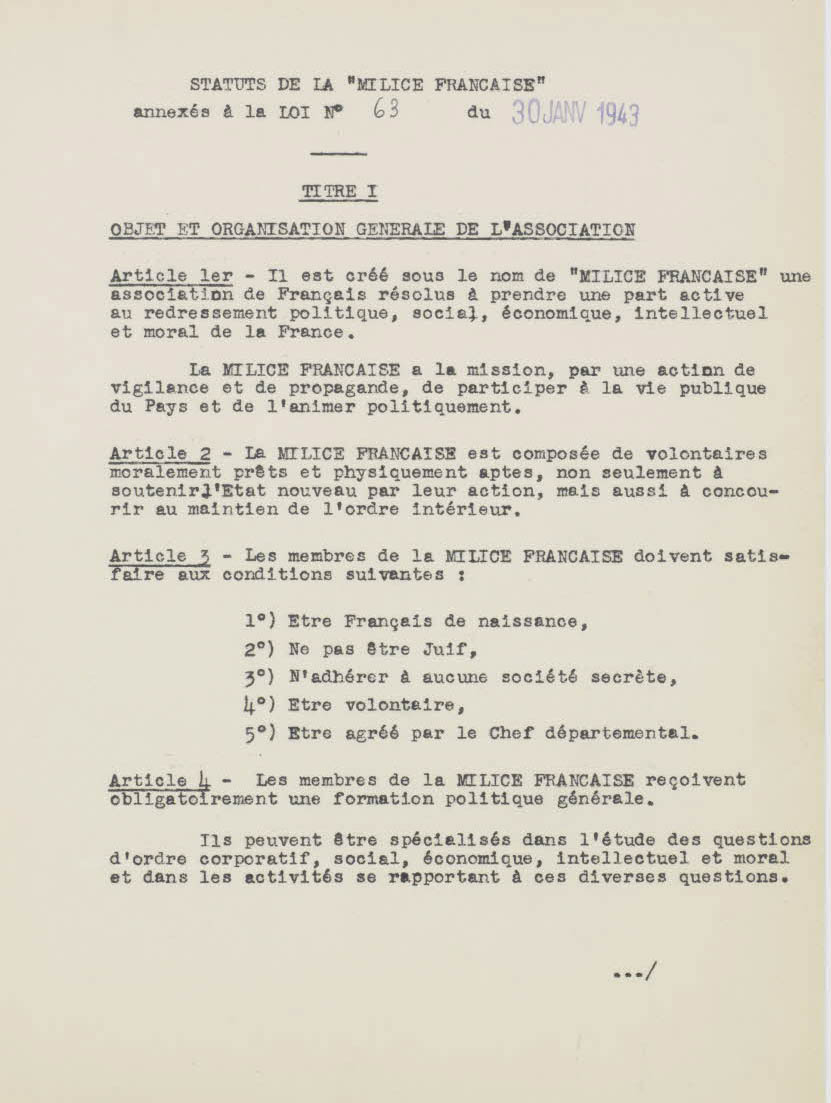
Loi du 30 janvier 1943 portant création de la Milice française, Archives nationales A/1853.

Drapeau de la Milice

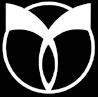
L'emblème de la Milice.

Lorsque Pierre Laval se rend en Prusse-Orientale le 19 décembre 1942 pour rencontrer Adolf Hitler, ce dernier lui reproche l’insécurité croissante à laquelle sont confrontés les forces d’occupation et les représentants des différentes administrations allemandes, en France. Hitler exige alors la création d’une police supplétive devant collaborer avec les Allemands pour maintenir l’ordre et s’affranchir si besoin de l’intervention de la justice française qu’il juge inadaptée aux exigences du moment et qui applique une législation hors du temps.
Pétain annonce alors le 5 janvier 1943 l’autonomie du SOL — décidée pour permettre à Darnand et à ses hommes d’agir à leur guise — et sa transformation en Milice française, sous les ordres de son chef national Darnand. Par la loi du 30 janvier 1943 la fondation de la Milice a lieu à Vichy et une cérémonie se déroule le 1er février 1943. Laval en est le président officiel,, mais la gestion courante et la direction opérationnelle en reviennent à Darnand, son secrétaire général,.
C’est une organisation qui se veut tout à la fois antisémite — le combat contre la « lèpre juive », figure explicitement dans son serment — anticommuniste, anticapitaliste et révolutionnaire,. Elle est aussi farouchement nationaliste, antidémocratique, antimaçonnique et antigaulliste,. Elle affirme la primauté de la société contre l’individualisme, de la hiérarchie des individus contre l’égalitarisme, de la foi contre le scepticisme et revendique la défense de « la pureté française » et de « la civilisation chrétienne »,. Selon les historiens Henry Rousso ou Jean-Pierre Azéma, le projet de Darnand et de ses hommes consiste à faire de la Milice un succédané de parti unique, et à terme l'ossature d'un authentique régime totalitaire.
Le 29 avril 1943, Pétain s'adresse à la Milice pour lui indiquer qu'« elle doit constituer la force indispensable pour mener la lutte contre les puissances occultes […] et être investie par priorité de toutes les missions d'avant-garde, notamment celles relatives au maintien de l'ordre, à la garde des points sensibles du territoire, à la lutte contre le communisme »,,. En 1943, Laval et Darnand « marchent main dans la main ». Pétain et Laval ne démentiront jamais leur soutien public à la Milice et à ses agissements.
En août 1943, Darnand est nommé SS-Frw.Obersturmführer (lieutenant) de la Waffen-SS, et il prête serment de fidélité à Hitler,,,, à l'ambassade d'Allemagne, rue de Lille, à Paris. Il ne revêt l'uniforme SS qu'en de très rares occasions, notamment pour sa prestation de serment et quand il se présente en novembre 1944 au dépôt de Wildflecken de la division SS Charlemagne pour y prendre ses fonctions ; il en est d'ailleurs refoulé, les autorités allemandes ne voulant pas de politiques. Son engagement dans les Waffen-SS est suivi par celui de quatorze de ses proches collaborateurs, le 11 octobre 1943.
Le 17 septembre 1943, Darnand est cosignataire, avec Marcel Déat, Jean Luchaire, Georges Guilbaud et Noël de Tissot, d'un texte intitulé « Plan de redressement national français », et adressé au gouvernement français et aux autorités allemandes. Ce programme politique, qui constitue un « violent réquisitoire contre Vichy », est largement inspiré de celui des nazis et vise à la création d'un parti unique, et d'un État national-socialiste en France,. Les signataires y dénoncent pêle-mêle l'inaction du gouvernement Laval contre les communistes, les réfractaires au STO,, l'opposition croissante de la population et demandent son remplacement par des collaborationnistes principalement. Ils prévoient de renforcer la collaboration avec l'Allemagne, dont ils souhaitent la victoire, de participer à la « défense commune du continent », de s'engager à « entreprendre la reconquête des territoires africains » et de revoir dans un sens plus favorable la question de la main-d'œuvre.
Puis, le 6 novembre 1943, dans un article paru en première page de l'hebdomadaire de la Milice, Combats, sous le titre « Alerte, miliciens ! », Darnand lance à ses hommes un appel à s'engager dans la Waffen-SS, pour lutter contre le « judaïsme triomphant » et « détruire le bolchevisme », ce qui est, selon lui, la façon la plus utile de servir la cause française.
Le 1er janvier 1944, à la demande des Allemands et après négociations avec Laval fin décembre 1943, Pétain, qui souhaite la venue de Darnand au Gouvernement et a toute confiance en lui, le nomme secrétaire général au Maintien de l’ordre, en remplacement de René Bousquet,,,. À cette occasion, Laval déclare : « la démocratie, c'est l'antichambre du bolchevisme ». La montée en force de Darnand dans le gouvernement de Vichy, jusque-là avant tout autoritaire et réactionnaire, marque une étape décisive dans la fascisation finale du régime, ainsi que dans sa satellisation par les Allemands. En janvier 1944, la Milice est étendue à la zone nord et les hommes de main de divers partis collaborationnistes y sont versés. Le 14 juin 1944, quelques jours après le débarquement allié, le titre ministériel de Darnand est changé en secrétaire d’État à l’Intérieur.
Il a été décoré de l'ordre de la Francisque.

### Activité de la Milice

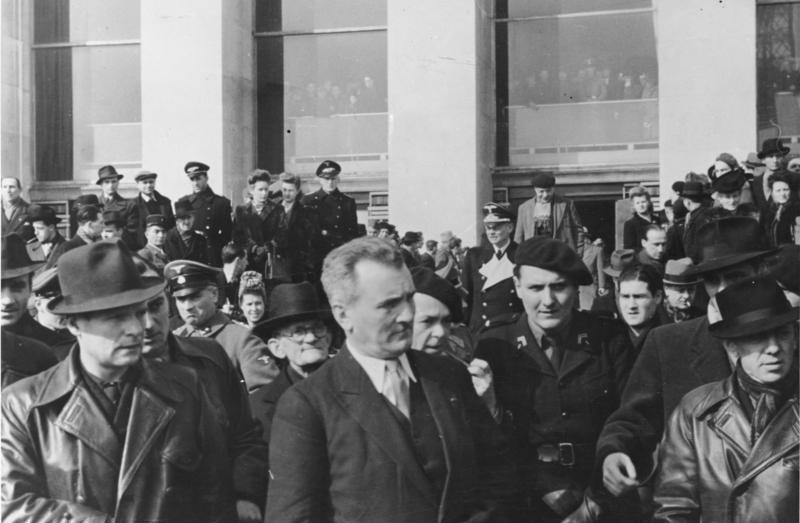
Darnand en juillet 1944.

Darnand vient à Paris et recherche un logement confortable. Il jette son dévolu sur un appartement du 16e arrondissement, dans un immeuble appartenant à la famille juive Schwob d’Héricourt, dont les occupants légitimes, y compris leurs petits-enfants, sont contraints de se cacher.
La Milice française, que Darnand qualifie de « nouvelle chevalerie », et qui, depuis janvier 1944, est armée, mène une série d'actions violentes : comme supplétifs des Allemands, les miliciens luttent contre la Résistance,, et participent à la liquidation des maquis des Glières,,,. Déstabilisés par leur impopularité auprès de la nette majorité des Français, ils redoublent d'extrémisme. Les immeubles de la Milice, à commencer par le Petit Casino de Vichy, deviennent des lieux de torture systématique. Les miliciens pratiquent également la délation, contribuent à l'organisation des rafles, et se livrent parfois à d'authentiques massacres, ainsi à Saint-Amand-Montrond (11 juin 1944) où plus de 80 cadavres de civils seront retirés d'un puits. Contre les résistants, Darnand institue fin janvier 1944 aussi des cours martiales, où aucune garantie élémentaire du droit n'est respectée,. Elles se chargeront notamment de condamner à mort et de faire exécuter les révoltés de la prison centrale d'Eysses (avril 1944), à qui la vie sauve avait été promise en échange de leur reddition.
Au début de 1944, les miliciens fusillent aussi près de Lyon Victor Basch et son épouse Hélène Basch, tous deux octogénaires, faisant ainsi payer à l'ancien président de la Ligue des droits de l'homme des décennies de dreyfusisme et de militantisme républicain, ainsi que ses origines juives. Les hommes de Darnand s’engagent dans la chasse aux Juifs, et dans l’assassinat des hommes politiques, qui, comme Jean Zay,, Georges Mandel, et Maurice Sarraut, ont tenté de s’opposer à l'Allemagne nazie. Les miliciens se livrent également à des exécutions sommaires : à la suite de l’assassinat par la Résistance du secrétaire d'État de l'Information et de la Propagande Philippe Henriot, le 28 juin 1944, des membres de la Milice sillonnent en voiture les rues de Châteauroux en tirant au hasard sur les passants. À Rillieux-la-Pape, Paul Touvier fait fusiller arbitrairement sept Juifs et le chef milicien Joannès Clavier fait fusiller sept autres personnes à Mâcon. Ces crimes sont désavoués par Laval qui, craignant les réactions de l'opinion publique très largement acquise aux Alliés et à la Résistance, réprimande Darnand ; Clavier est emprisonné brièvement à la prison Montluc ; il sera condamné à mort et fusillé après la Libération, en 1945.
Manquant d'hommes, Darnand ne disposera jamais de plus de 30 000 à 34 000 militants, dont à l'automne 1943 environ 10 000 combattants armés, actifs sur le terrain. Aussi se montre-t-il peu regardant sur le recrutement : des jeunes gens qui cherchent à échapper au STO, mais aussi des aventuriers, des repris de justice ou criminels de droit commun. Les exactions politiques des miliciens se doublent ainsi de nombreux vols, cambriolages, rackets, extorsions de fonds, voies de faits sur la voie publique ou contre des fonctionnaires, qui achèvent de discréditer totalement la Milice dans la population.
Le 6 août 1944, dans une lettre à Laval, Pétain dresse un réquisitoire très dur contre la Milice. Laval transmet cette lettre à Darnand qui répond à Pétain : « Pendant quatre ans j'ai reçu vos compliments et vos félicitations. Vous m'avez encouragé. Et aujourd'hui, parce que les Américains sont aux portes de Paris, vous commencez à me dire que je vais être la tache de l'Histoire de France ? […] On aurait pu s'y prendre plus tôt »,. Darnand fait montre d’une évidente mauvaise foi tant lui et ses hommes ne se livrent pas à de sanglantes exactions depuis 1940.

### Fuite en Allemagne
À la Libération, les miliciens prennent le chemin de l’Allemagne. Darnand participe à Sigmaringen au gouvernement en exil de la France vichyste, chargé de l'Intérieur, puis tente avec Jacques Doriot et Marcel Déat de créer un « Comité de libération française » qui ne voit pas le jour en raison de la mort de Doriot, le 22 février 1945, victime d'une attaque aérienne (par des avions américains ou allemands) non loin de Sigmaringen.
Les miliciens sont ensuite affectés à la Waffen SS (division Charlemagne) dont Edgar Puaud, Jean de Mayol de Lupé, Victor de Bourmont, Jean Bassompierre, Henri Fenet, Eugène Vaulot, Léon Gaultier, Jean de Vaugelas qui été directeur du maintien de l'ordre pour la région de Limoges. Mais Darnand doit en abandonner le commandement à un officier supérieur allemand. Il repart bientôt sur le terrain, en République sociale italienne, faire la chasse aux partisans antifascistes. Là, il est reçu villa Bianca à Fasano par Georges Guilbaud, ministre plénipotentiaire en Italie, et sa femme Maud. Il est arrêté le 25 juin 1945 par les Britanniques, et remis peu après aux autorités françaises.

### Procès et condamnation à mort
Transféré en France et incarcéré à la prison de Fresnes dans l'attente de son procès, Darnand a pour aumônier, lors de sa détention, son ancien subalterne des corps francs, le père Bruckberger, qui a fait le choix de la Résistance.
Il est finalement jugé par la Haute Cour de justice. À son procès, qui se déroule dans l'après-midi du 3 octobre 1945, le père Bruckberger intervient comme seul témoin, à décharge, en rappelant ses brillants faits d'armes. Dans la soirée, après avoir été qualifié de « traître » et d'« assassin » par l'avocat général, E. J. Carrive, dans son réquisitoire, il est condamné à la peine de mort,,. Sa demande de grâce, formulée contre sa volonté, est rejetée par le général de Gaulle le 7 octobre. Le 8 octobre, il adresse une lettre à de Gaulle, pour demander celle de ses camarades miliciens : « Je viens vous affirmer que ces hommes, dans leur très grande majorité, sont d'authentiques Français. […] Ils n'ont commis que l'erreur d'être fidèles à un grand soldat […] ». Le père Bruckberger, qui a rencontré de Gaulle le 9 octobre, rapporte les paroles de ce dernier dans un ouvrage de souvenirs, Si grande peine : « Vous direz à Darnand que j'ai lu sa lettre. Je n'ai pas le temps d'y répondre. Dites-lui en tout cas que je suis obligé de le faire fusiller par raison d'État, mais que de soldat à soldat, je lui garde toute mon estime […] ». Dans ses Mémoires de guerre, de Gaulle écrit : « Rien, mieux que la conduite de ce grand dévoyé de l'action, ne démontrait la forfaiture d'un régime qui avait détourné de la patrie des hommes faits pour la servir ».

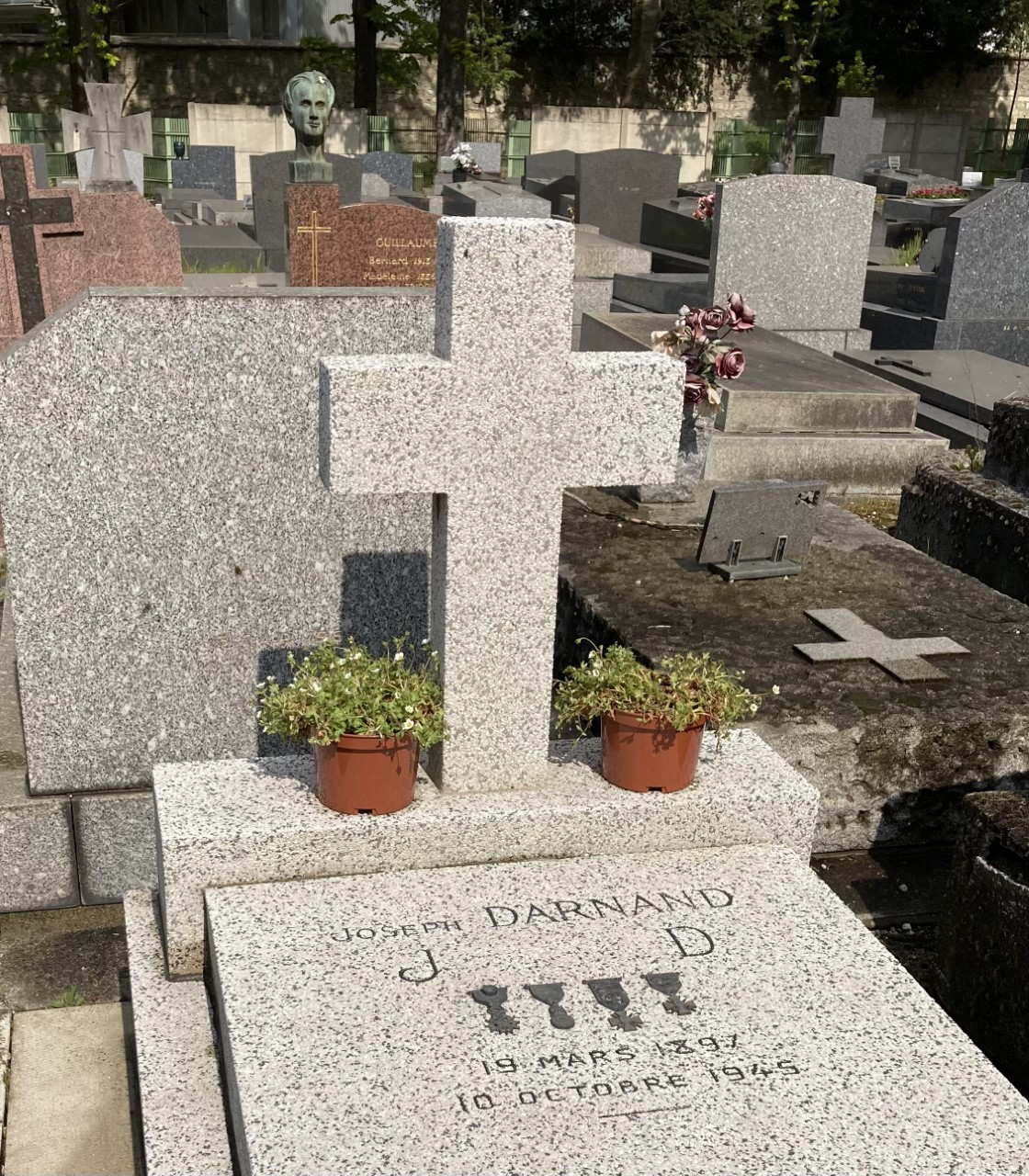
Tombe de Darnand.

Il est fusillé le 10 octobre 1945,, à 9 h 45 au fort de Châtillon. Au moment de l'exécution, il entonne le refrain du chant des cohortes (composé pour le SOL et repris par la Milice) : « À genoux, nous fîmes le serment de mourir en chantant, s'il le faut, pour la France nouvelle ». Le père Bruckberger a écrit un opuscule dans lequel il décrit la conversion de Darnand, mort en paix et muni des sacrements. Sa tombe se trouve au cimetière des Batignolles, à Paris (32e division).

## Famille
Le 25 février 1922, il épouse Antoinette Foucachon (1899-1994) (nièce de son employeur d'alors), avec qui il a deux enfants : un garçon Maurice (1922) qui meurt en bas âge et un autre fils, Philippe, lui-même membre de l'Avant-garde puis speaker à Radio Vatican, professeur de français à Tucumán en Argentine, ingénieur à Cologne, en Allemagne, et enfin résident espagnol à Tarragone, où il se marie.
Un petit cousin de Joseph Darnand, Robert Darnand (1921-1998), était résistant et a été déporté à Neuengamme.
Sa nièce, Jeanne Brevet (1922-2014), a épousé Henry Charbonneau puis Léon Degrelle.

## Distinctions
- : Officier de la Légion d'honneur en mai 1940 pour être allé récupérer le corps de son chef et camarade, le capitaine Agnely, tué au combat, en remontant les lignes ennemies. Chevalier de la Légion d'honneur le 7 avril 1927.
- : Médaille militaire (23 juillet 1918), remise par Pétain.
- : Croix de guerre 1914-1918 (sept citations dont trois à l'ordre de l'armée)[118].
- Croix de guerre 1939-1945 (deux citations à l'ordre de l'armée)[119].
- : Croix de guerre belge 1914-1918.
- Déclaré « artisan de la victoire » pour son fait d'armes de juillet 1918, en tant que sous-officier ; les deux autres artisans de la victoire sont, à titre d'officier, le maréchal Foch et à titre politique, Clemenceau[120].
- Ordre de la Francisque

## Dans la culture

### Musique
- Reprenant un cliché antisémite, le groupe de black metal nationaliste français Peste Noire, proche des mouvements néofascistes européens, publie en 2013 l'album Peste Noire, comprenant le titre La Bêche et l'épée contre l'usurier, à la fin duquel on entend des extraits du discours de Joseph Darnand au SOL, samplés avec les instruments[121].

### Télévision
- La série télévisée Un village français (2009-2017) présente, à partir de la saison 6, des personnages de miliciens aux profils psychologiques différents. L'un d'eux, Alban Lubac (interprété par Fabrice Richert) s'est engagé dans la milice afin d'échapper au STO, et meurt pendu par les résistants.

Au début de la saison 7, on apprend que la grand-mère d'Alban, Mamé (Isabelle Sadoyan), est une fervente admiratrice de Joseph Darnand, dont le portrait est exposé dans sa ferme avec une photographie d'Alban, à côté de la cheminée. Ce portrait suscite d'abord la stupéfaction d'Antoine (Martin Loizillon), futur petit-gendre de la vieille femme, et chef d'un réseau de résistance. Lorsque Mamé lui fait remarquer qu'il a bien connu Alban, celui-ci rétorque que c'est vrai, mais ajoute cyniquement qu'il n'a pas connu Darnand personnellement.
Plus tard, lorsque Anselme Mercier (Bernard Blancan), autre résistant devenu marginal, est invité à boire un bol de soupe à la ferme, il ne peut s'empêcher de manifester de la colère et du dégoût en apercevant le portrait de Darnand. Alors que Mamé lui explique mettre de la mélasse dans sa soupe, ce dernier déclare que la soupe a surtout un « arrière-goût de milice ».